# Guarda l'alba
Guarda l'alba è un brano musicale di Carmen Consoli, primo singolo estratto dall'album Per niente stanca, pubblicato nel 2010.

## Il brano
Guarda l'alba, reso disponibile per l'airplay radiofonico il 22 ottobre 2010 e per il download digitale il 5 novembre 2010, è stata scritta da Carmen Consoli e Tiziano Ferro. I fans della Consoli tuttavia non hanno apprezzato molto la collaborazione del cantautore ed hanno ampiamente dimostrato il proprio dissenso nei suoi confronti con messaggi sulla pagina facebook di Carmen Consoli.

## Il video
Il video musicale di Guarda l'alba è entrato nella rotazione dei canali tematici il 9 dicembre 2010. Il video interamente girato a Bronte, mostra Carmen Consoli all'interno della storica littorina ALn 56.06, appartenente alla serie delle automotrici termiche ALn 56 della Ferrovia Circumetnea, in cui si alternano vari personaggi. La regia del video è stata curata da Paolo Scarfò. Fra gli attori del video si possono citare Miko Magistro, Mariella Lo Giudice e Maria Rosa Toffolo, madre di Carmen, che interpreta il ruolo della cantante in età più matura.

## Tracce
Download digitale
1. Guarda l'alba – 3:34

## Classifiche
| Classifica | Posizione massima |
| ---------- | ----------------- |
| Italia     | 20                |